# Full Force Galesburg
Full Force Galesburg è il quarto album in studio del gruppo musicale statunitense The Mountain Goats, pubblicato nel 1997.

## Tracce
1. New Britain – 2:36
2. Snow Owl – 2:17
3. West Country Dream – 2:03
4. Masher – 3:21
5. Chinese House Flowers – 2:57
6. Ontario – 2:30
7. Down Here – 1:35
8. Twin Human Highway Flares – 2:42
9. Weekend in Western Illinois – 2:43
10. US Mill – 2:27
11. Song for the Julian Calendar – 2:17
12. Maize Stalk Drinking Blood – 2:26
13. Evening in Stalingrad – 2:31
14. Minnesota – 3:57
15. Original Air-Blue Gown – 2:51
16. It's All Here in Brownsville – 1:53